# 그리스의 세계유산

그리스의 세계유산은 세계유산 위원회를 거쳐 유네스코 세계유산에 등재된 그리스의 세계유산을 일컫는다. 그리스는 1981년 7월 17일 유네스코 조약에 비준한 이래, 16건의 문화유산과, 2건의 복합유산을 보유하고 있다.

## 목록

### 문화유산
| No. | 사진                            | 등록명                                                            | 소재지                         | 등록년도 | 등록기준               | 유네스코 지정번호 | 비고 |
| 1   |                                 | 밧새의 아폴로 에피큐리우스 신전                                   | 펠로폰네소스주                 | 1986년   | (ⅰ), (ⅱ), (ⅲ)          | 392               |      |
| 2   | 델포이의 아폴론 신전            | 델포이 고고 유적                                                  | 중앙그리스주                   | 1987년   | (ⅰ), (ⅱ), (ⅲ) (ⅳ), (ⅵ) | 393               |      |
| 3   | 파르테논 신전 아크로폴리스 전경 | 아테네의 아크로폴리스                                             | 아티키주 아테네                | 1987년   | (ⅰ), (ⅱ), (ⅲ) (ⅳ), (ⅵ) | 404               |      |
| 4   |                                 | 테살로니카의 초기 기독교 및 비잔틴 기념물군                       | 중앙마케도니아주               | 1988년   | (ⅰ), (ⅱ), (ⅳ)          | 456               |      |
| 5   |                                 | 에피다우루스의 아스클레피오스 신전                                | 펠로폰네소스주                 | 1988년   | (ⅰ), (ⅱ), (ⅲ) (ⅳ), (ⅵ) | 491               |      |
| 6   |                                 | 로도스 중세 도시                                                  | 남에게주                       | 1988년   | (ⅱ), (ⅳ), (ⅴ)          | 493               |      |
| 7   |                                 | 미스트라스의 고고 유적                                            | 펠로폰네소스주                 | 1989년   | (ⅱ), (ⅲ), (ⅳ)          | 511               |      |
| 8   |                                 | 올림피아 고고 유적                                                | 서그리스주                     | 1989년   | (ⅰ), (ⅱ), (ⅲ) (ⅳ), (ⅵ) | 517               |      |
| 9   |                                 | 델로스섬                                                          | 남에게주                       | 1990년   | (ⅱ), (ⅲ), (ⅳ), (ⅵ)     | 530               |      |
| 10  | 호시오스루카스 수도원           | 다프니 수도원, 호시오스루카스 수도원, 키오스 섬의 네아모니 수도원 | 아티키주 중앙그리스주 북에게주 | 1990년   | (ⅰ), (ⅳ)               | 537               |      |
| 11  |                                 | 사모스섬의 피타고레이온과 헤라 신전                               | 북에게주                       | 1992년   | (ⅱ), (ⅲ)               | 595               |      |
| 12  |                                 | 아이가이 (베르기나) 고고 유적                                     | 중앙마케도니아주               | 1996년   | (ⅰ), (ⅲ)               | 780               |      |
| 13  |                                 | 미케네 · 티린스 고고 유적                                         | 펠로폰네소스주                 | 1999년   | (ⅰ), (ⅱ), (ⅲ) (ⅳ), (ⅵ) | 941               |      |
| 14  |                                 | 성 요한 수도원과 파트모스섬 요한계시록 동굴                       | 남에게주                       | 1999년   | (ⅲ), (ⅳ), (ⅵ)          | 942               |      |
| 15  |                                 | 코르푸 옛 시가지                                                  | 이오니아 제도주                | 2007년   | (ⅳ)                    | 978               |      |
| 16  |                                 | 필리피 고고학 유적지                                              | 동마케도니아 트라키주          | 2016년   | (ⅲ), (ⅳ)               | 1517              |      |

### 복합유산
| No. | 사진 | 등록명   | 소재지           | 등록년도 | 등록기준                    | 유네스코 지정번호 | 비고 |
| 1   |      | 아토스산 | 중앙마케도니아주 | 1988년   | (ⅰ), (ⅱ), (ⅳ) (ⅴ), (ⅵ), (ⅶ) | 454               |      |
| 2   |      | 메테오라 | 테살리아주       | 1988년   | (ⅰ), (ⅱ), (ⅳ) (ⅴ), (ⅶ)      | 455               |      |